# Ulrich Müller (Germanist)

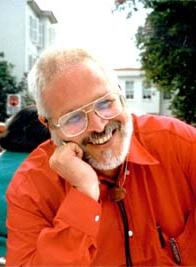
Ulrich Müller, 2008

Ulrich Müller (* 19. Dezember 1940 in Göppingen; † 14. Oktober 2012 in Salzburg) war ein deutscher germanistischer Mediävist.

## Leben
Er studierte Germanistik, lateinische Philologie, Archäologie und Musikwissenschaft an der Universität Tübingen. Nach der Promotion 1967 in Tübingen und der Habilitation 1971 an der Universität Stuttgart lehrte er von 1976 bis 2008 als Ordinarius für mittelalterliche Literatur an der Universität Salzburg. 1980 war er einer der Begründer der Oswald von Wolkenstein-Gesellschaft. 1984 erhielt er den Grimme-Preis und 2001 das Goldene Verdienstzeichen des Landes Salzburg. Mit Franz Hundsnurscher und Cornelius Sommer war er Herausgeber der im Kümmerle-Verlag erschienenen Göppinger Arbeiten zur Germanistik sowie der im Verlag Hans-Dieter Heinz erschienenen Stuttgarter Arbeiten zur Germanistik.

## Schriften (Auswahl)
- Dichtung und Wahrheit in den Liedern Oswalds von Wolkenstein: Die autobiographischen Lieder von den Reisen. Göppingen 1968, OCLC 463143085.
- Untersuchungen zur politischen Lyrik des deutschen Mittelalters. Göppingen 1974, ISBN 3-87452-112-5.
- Die mittelhochdeutsche Lyrik. Stuttgart 1983, ISBN 3-15-027897-X.
- als Hrsg. mit Volker Mertens: Epische Stoffe des Mittelalters. Kröner, Stuttgart 1984, ISBN 978-3520483010.
- als Hrsg. mit Jürgen Kühnel, Hans-Dieter Mück und Ursula Müller: Psychologie in der Mediävistik. Gesammelte Beiträge des Steinheimer Symposions. Göppingen 1985 (= Göppinger Arbeiten zur Germanistik. Band 431).
- als Hrsg.: „Minne ist ein swaerez spil“. Neue Untersuchungen zum Minnesang und zur Geschichte der Liebe im Mittelalter (= Göppinger Arbeiten zur Germanistik. Band 440). Kümmerle Verlag, Göppingen 1986, ISBN 3-87452-671-2.
- mit Werner Wunderlich (Hrsg.): Verführer, Schurken, Magier. St. Gallen 2001, ISBN 3-908701-07-4.
- mit Margarete Springeth: Oswald von Wolkenstein. Leben – Werk – Rezeption. Berlin, New York 2011, ISBN 978-3-11-020782-8.